# Odelberg (servis)

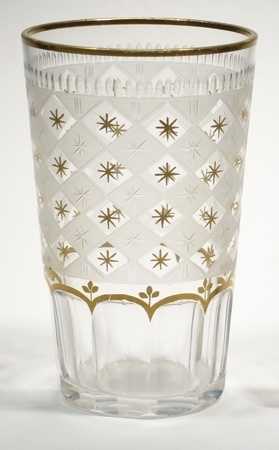
Seltersglas (för vatten) ur Odelberg, med slipad samt förgylld dekor.

Odelberg är en mycket påkostad servis från Kosta glasbruk som togs fram till Nordiska industri- och slöjdutställningen i Malmö 1896. Den designades av bröderna Ferdinand Stude och Wilhelm Stude som arbetade vid Kosta. De båda kom från Finland, men hade utbildats i glasslipning i Sankt Petersburg.

## Bakgrund och utseende
Servisen togs fram för industrimannen Wilhelm Odelberg, som bland annat drev Gustavsbergs porslinsfabrik. Själva servisen är inspirerade av ett glas från Cedersbergs glasbruk.
Servisen består av ett stort antal olika glas såsom vinglas, champagneglas, seltersglas, likörglas, karaffer, skålar, etc. Alla har slipad dekor i form av fasetter och romber, samt förgylld dekor på kant, kropp och fot.